# Benthophilus stellatus
 Benthophilus stellatus és una espècie de peix de la família dels gòbids i de l'ordre dels perciformes.

## Morfologia
Els mascles poden assolir els 13,5 cm de longitud total.

## Distribució geogràfica
Es troba al Mar d'Azov, Mar Negra i Mar Càspia.